# Campeonato Brasiliense de Futebol de 2020 - Segunda Divisão
O Campeonato Brasiliense de Futebol de 2020 - Segunda Divisão foi a 24ª edição da segunda divisão do futebol do Distrito Federal. A competição, organizada pela Federação de Futebol do Distrito Federal, seria disputada entre 30 de maio e 11 de julho por dez equipes do Distrito Federal e Goiás, todavia, em virtude da Pandemia de COVID-19, foi adiada por tempo indeterminado. Em reunião na sede da Federação no dia 24 de agosto, com presença de 9 filiados, ficou decido por 5 votos a 4 que a competição teria início em 14 de novembro; as equipes tiveram até 14 de setembro para confirmar a participação.O campeonato atribuiu duas vagas para a primeira divisão de 2021.
A competição marcaria o retorno do ARUC, que não disputava competições profissionais desde 2005. O clube estava há cinco anos negociando o seu retorno ao campeonato. Em 2015 a FFDF suspendeu as novas filiações de clubes por cinco anos, prazo terminado nesse ano de 2020. O Brazlândia também anunciou o seu retorno após um ano licenciado. Porém no prazo final para confirmação da participação, ambos os clubes desistiram.
CFZ de Brasília  e  Botafogo-DF anunciaram que não disputariam esta temporada. O Guará, um dos times mais tradicionais e o mais antigo do DF, não justificou até 5 de dezembro de 2019 a ausência das últimas 3 temporadas e foi desfiliado da FFDF, consequentemente impossibilitado de disputar torneios oficiais. 
Dessa forma, apenas 8 equipes disputaram a competição. Excetuando-se Aruc e Brazlândia que pertenciam aos grupos A e B respectivamente, a composição dos grupos foi mantida.

## Regulamento
As 10 equipes seriam divididas em 2 grupos de 5 e jogariam em turno único dentro dos próprios grupos. Os 2 melhores classificados de cada um passariam as semifinais, onde jogariam em ida e volta. Os vencedores avançariam para a final e disputariam o título em jogo único. Com a desistência dos dois times, os restantes continuaram divididos em 2 grupos, porém compostos por 4 agremiações. As demais fases permanecem inalteradas com os 2 melhores classificados de cada um passando às semifinais, onde jogaram em ida e volta. Os vencedores avançaram para a final e disputaram o título em jogo único. 
O campeão e o vice garantem vaga na primeira divisão de 2021.

### Critérios de desempate
Ocorrendo empate em número de pontos ganhos entre duas ou mais equipes na fase classificatória, serão aplicados, sucessivamente, os seguintes critérios de desempate:
1. Maior número de vitórias.
2. Maior saldo de gols.
3. Maior número de gols pró.
4. Confronto direto.
5. Menor número de cartões vermelhos.
6. Menor número de cartões amarelos.
7. Sorteio.

## Equipes participantes
| Equipe                                       | Localidade   | Em 2019 | Estádio (mando em 2020) | Capacidade | Títulos            |
| -------------------------------------------- | ------------ | ------- | ----------------------- | ---------- | ------------------ |
| Bolamense Futebol Clube                      | Riacho Fundo | 12º (A) | Rorizão                 | 8 000      | 1 (último em 2017) |
| Brasília Futebol Clube                       | Brasília     | 6º      | Bezerrão                | 20 000     | 2 (último em 2008) |
| Cruzeiro Futebol Clube                       | Cruzeiro     | 7º      | Augustinho Lima         | 15 000     | 0                  |
| Legião Futebol Clube                         | Brasília     | 5º      | Rorizão                 | 8 000      | 0                  |
| Planaltina Esporte Clube                     | Planaltina   | 4º      | Augustinho Lima         | 15 000     | 0                  |
| Samambaia Futebol Clube                      | Samambaia    | 10º     | Rorizão                 | 8 000      | 1 (último em 2014) |
| Sociedade Esportiva Planaltina - Samambaense | Samambaia    | 7º      | Rorizão                 | 8 000      | 0                  |
| Sociedade Esportiva Santa Maria              | Santa Maria  | 11º (A) | Serra do Lago           | 21 564     | 0                  |

## Fase final
Em itálico, os times que possuem o mando de campo no primeiro jogo do confronto e em negrito os times classificados.
|  | Semifinais 25 a 28 de novembro | Semifinais 25 a 28 de novembro | Semifinais 25 a 28 de novembro | Semifinais 25 a 28 de novembro |   |           | Final 5 de dezembro | Final 5 de dezembro |
|  |                                |                                |                                |                                |   |           |                     |                     |
|  | SESP-Samambaense               | 0                              | 0                              | 0                              |   |           |                     |                     |
|  | Samambaia                      | 1                              | 2                              | 3                              |   |           |                     |                     |
|  | Samambaia                      | 1                              | 2                              | 3                              |   | Samambaia | 1                   |                     |
|  |                                |                                |                                |                                |   | Samambaia | 1                   |                     |
|  |                                | Santa Maria                    | 0                              |                                |   |           |                     |                     |
|  | Santa Maria                    | Santa Maria                    | 0                              | 1                              | 4 | 5         |                     |                     |
|  | Santa Maria                    |                                |                                | 1                              | 4 | 5         |                     |                     |
|  | Legião                         | 0                              | 0                              | 0                              |   |           |                     |                     |